# Lütau
Lütau là một đô thị ở huyện Lauenburg, trong bang Schleswig-Holstein, nước Đức. Đô thị Lütau có diện tích 11,24 km², dân số thời điểm 31 tháng 12 năm 2006 là 728 người. Đô thị này có cự ly khoảng 7 km về phía bắc của Lauenburg/Elbe, và 40 km về phía đông của Hamburg.
Lütau is part of the Amt ("đô thị chung") Lütau. Thủ phủ của Amt nằm ở Lauenburg/Elbe.